# Neubürg
Die Neubürg ist ein 586,8 m ü. NN hoher Tafelberg der Fränkischen Alb auf dem Gebiet der Gemeinde Mistelgau im Landkreis Bayreuth, Bayern (Deutschland).

## Geographische Lage

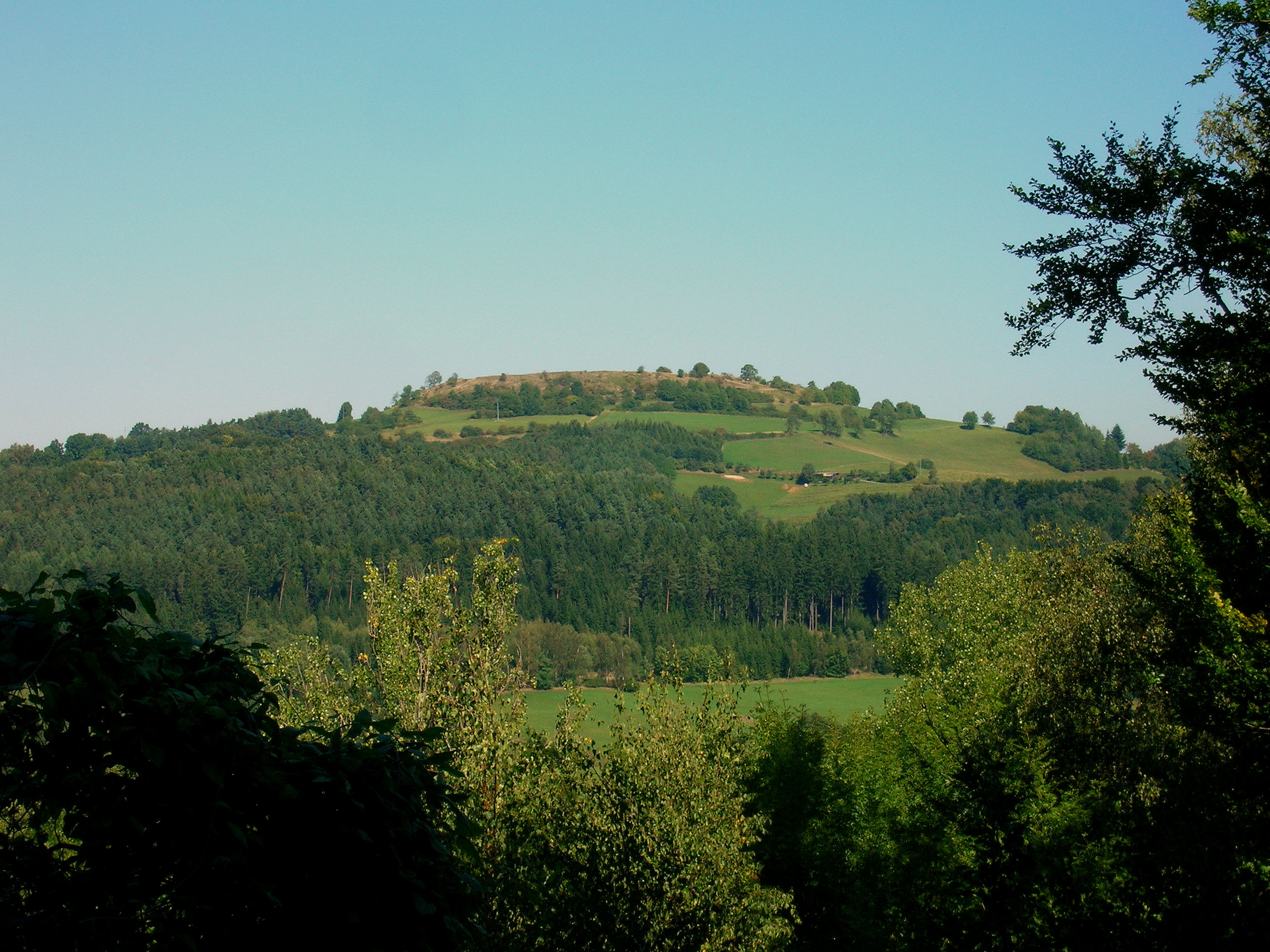
Die Neubürg aus südlicher Richtung

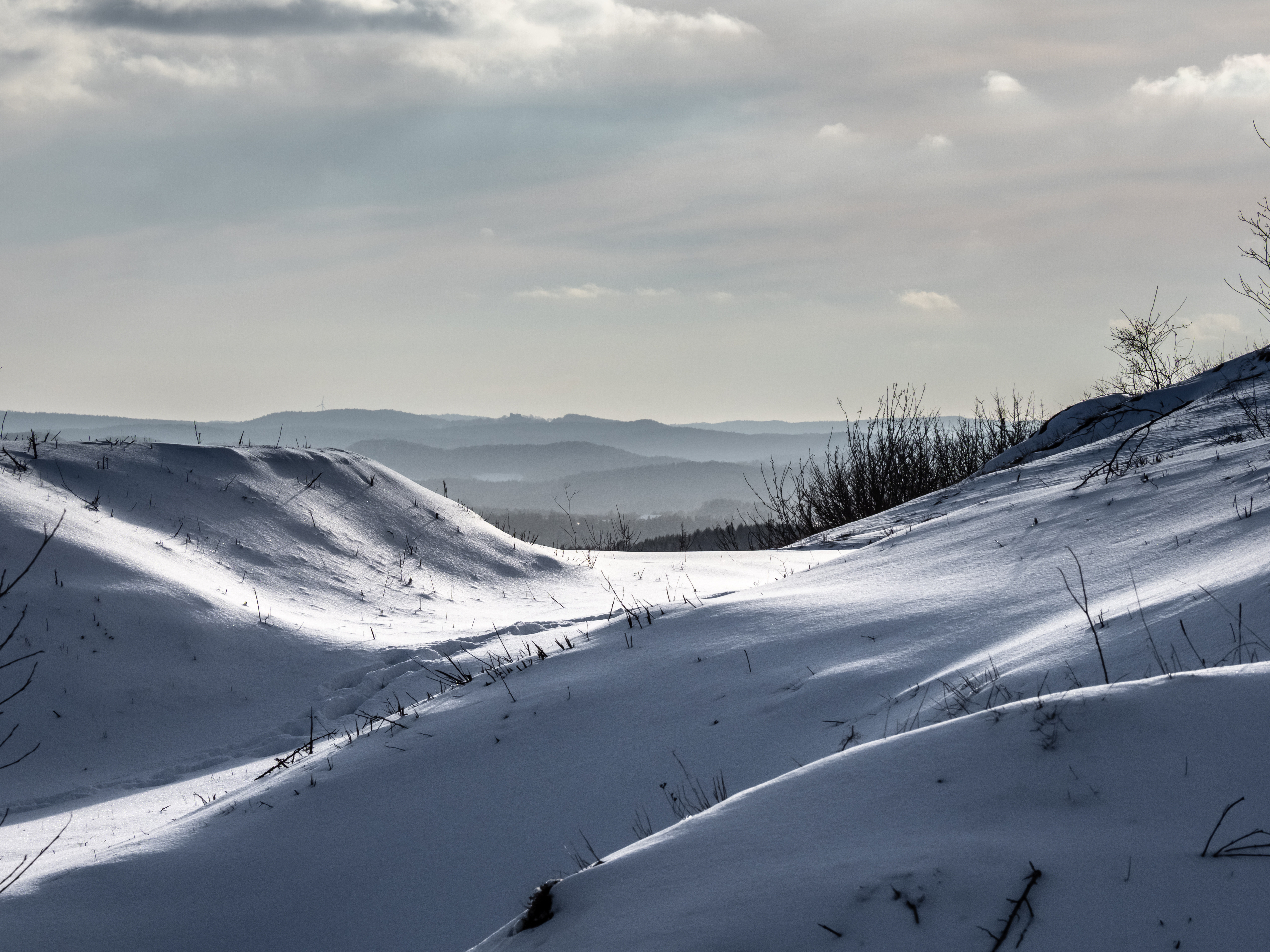
Die Neubürg im verschneiten Winter

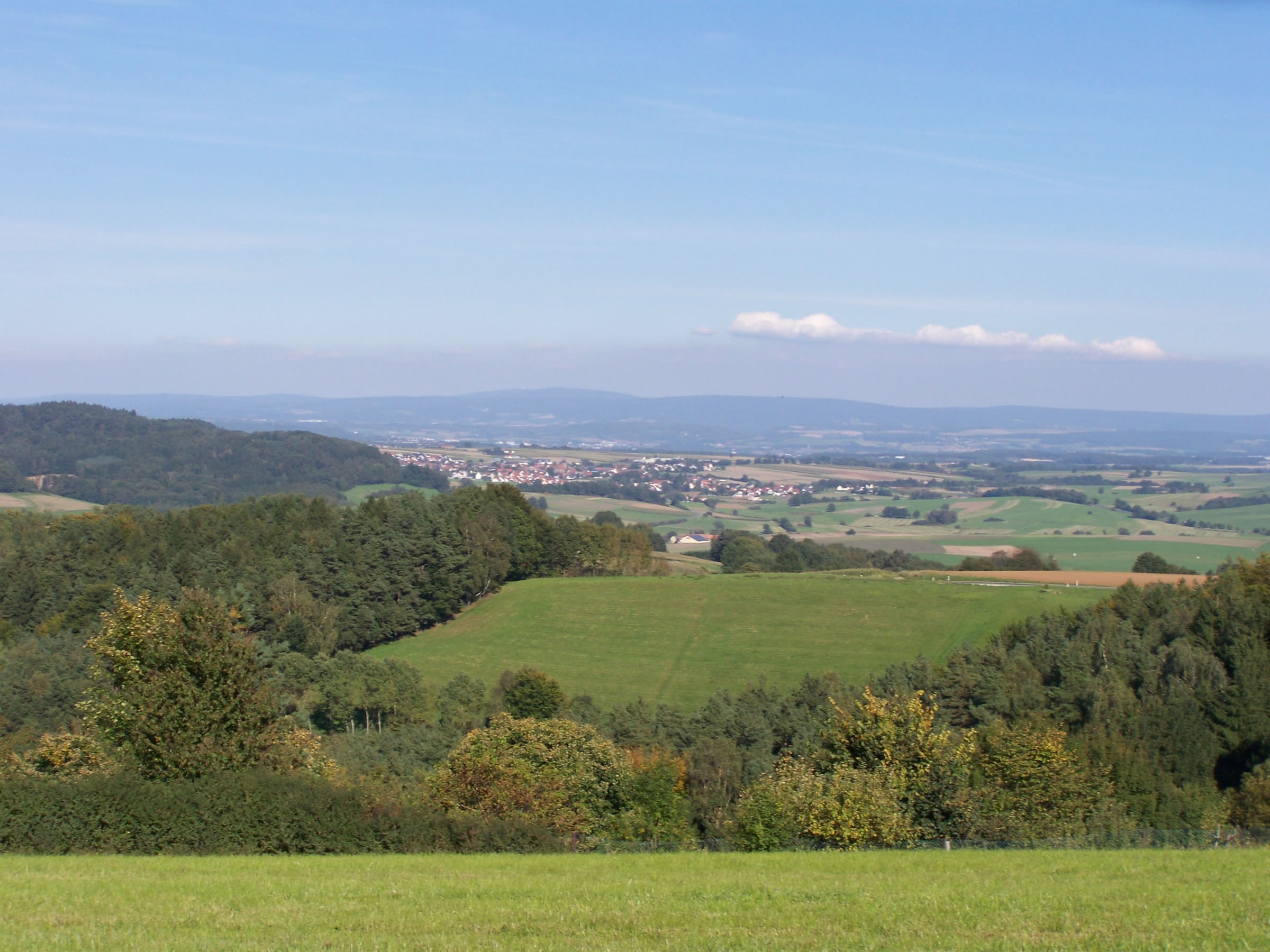
Ausblick von der Neubürg auf Mistelgau, das Obermainland und das Fichtelgebirge

Die Neubürg als Zeugenberg am Ostrand der  Fränkischen Alb befindet sich im Naturpark Fränkische Schweiz – Frankenjura etwa fünf Kilometer südwestlich der Mistelgauer Kirche. Der Mistelgauer Gemeindeteil Wohnsgehaig liegt am Westhang des Bergs.

## Geschichte
Vermutlich bereits in der Altsteinzeit war die Neubürg vor rund 14.000 Jahren besiedelt. Funde belegen die Anwesenheit von Kelten im 7. und 6. Jahrhundert vor Chr. Wahrscheinlich zur Sicherung der alten Geleitstraße Via Imperialis stand dort bis 1415 eine Burg. Bis etwa 1806 war die Neubürg bewaldet; um Kriegsschulden an Frankreich zu begleichen, wurden die zahlreichen Eichen damals abgeholzt. Im frühen 20. Jahrhundert diente ein Teil der Neubürg als Steinbruch für Straßenschotter. Anfang der 2000er Jahre wurde der Berg als Naturkunstraum europaweit ausgeschrieben.
Ein Mythos besagt, die Neubürg sei die Heimat des germanischen Göttervaters Wodan gewesen. Nach der Wintersonnwende soll er auf dem Berg den Rat der Götter abgehalten haben. In seinem Inneren soll sein Goldschatz verborgen sein, den zwölf Zwerge bewachen. Der Wotansbrunnen am Besucherparkplatz und der Name des nahen Orts Wohnsgehaig (Wodansgeheg = Garten Wodans) sind mit dieser Sage verknüpft.

## Schutzgebiet
Die Neubürg befindet sich im Ostteil des 2001 gegründeten und 1021,64 Quadratkilometer großen Landschaftsschutzgebiets Fränkische Schweiz-Veldensteiner Forst (LSG-Nr. 322697).
Sie ist auch als Geotop (472R046) ausgewiesen. Die oberste Bodenschicht besteht aus Werkkalk, darunter folgen Ornatenton und Eisensandstein.

## Besonderheiten

### Archäologie
Von der Jungsteinzeit bis zur Latènezeit war der Berg Standort einer befestigten Höhensiedlung, daher ist das gesamte Gipfelplateau heute ein geschütztes Bodendenkmal. Von einer bis 1415 bestehenden Burg sind keine Reste vorhanden.

### Aussichtsmöglichkeiten
Das ehemals mit Eichen bewaldete Hochplateau wurde 1806 von den Anwohnern aus Geldnot abgeholzt. Heute ermöglicht die Neubürg einen Rundblick über das gesamte Umland vom Fichtelgebirge über Bayreuth und die Fränkische Schweiz bis in die Gegend von Bamberg.

### NaturKunstRaum
Seit dem Jahr 2003 sind unter dem Titel NaturKunstRaum Neubürg zehn Skulpturen von Künstlern aus Deutschland, Frankreich und der Schweiz auf dem Berg und an den Abhängen verteilt. Ins Leben gerufen wurde das Projekt durch die Entwicklungsgesellschaft Verein für Regionalentwicklung „Rund um die Neubürg – Fränkische Schweiz“ in Zusammenarbeit mit der Entwicklungsagentur im Landratsamt Bayreuth.

### Interkommunaler Förderverein
Die umliegenden Städte Hollfeld und Waischenfeld sowie die Gemeinden Aufseß, Eckersdorf, Gesees, Glashütten,  Hummeltal, Mistelbach, Mistelgau und Plankenfels gründeten 1999 zusammen mit dem Zweckverband Therme Obernsees die Interkommunale Allianz Rund um die Neubürg – Fränkische Schweiz e. V. zur Förderung der Regionalentwicklung.